# Giovanni Arvaneh

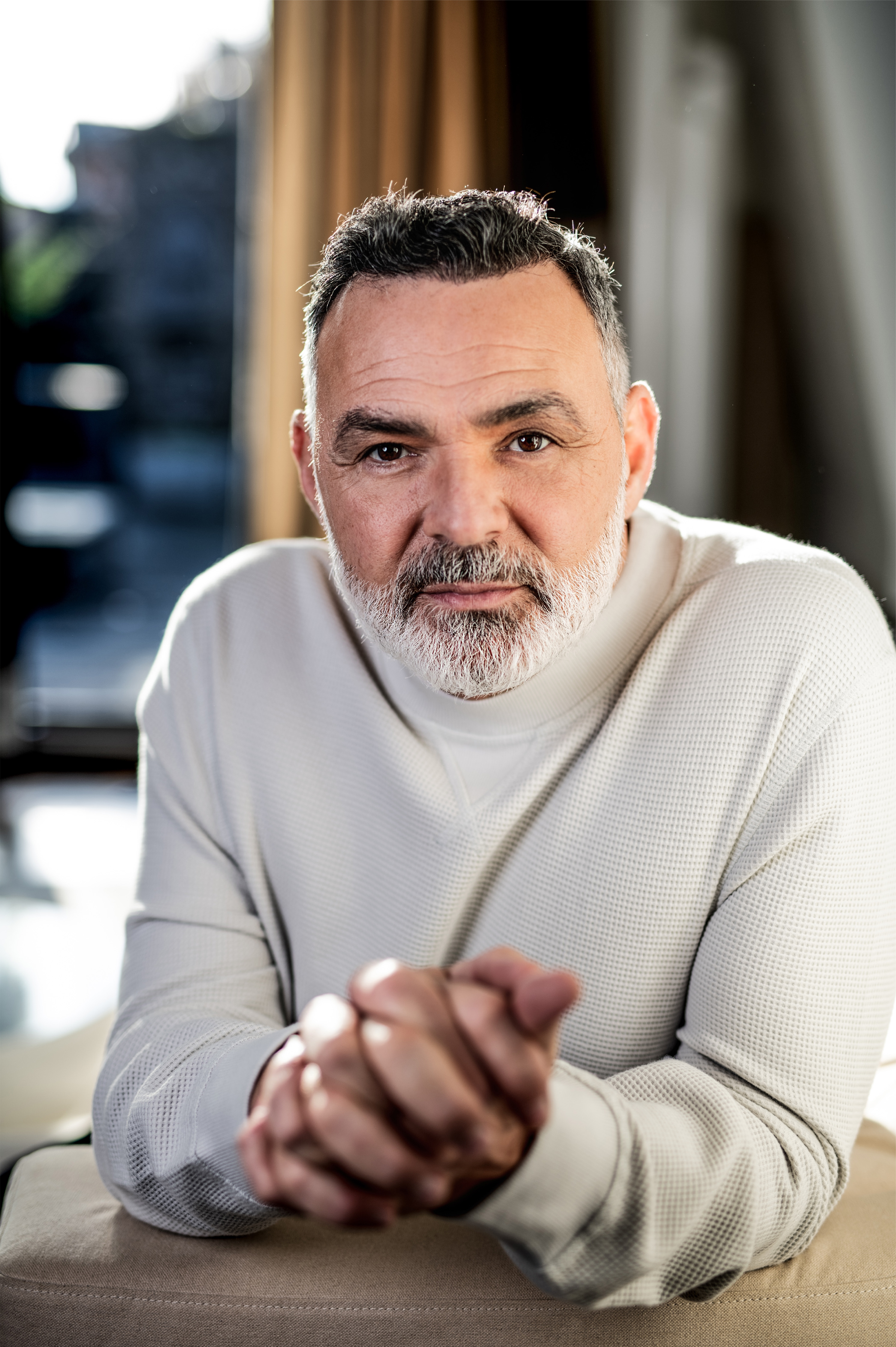
Giovanni Arvaneh, 2021

Giovanni Arvaneh (* 24. März 1964 in München; † 14. Mai 2025 in Berlin) war ein deutscher Schauspieler.

## Leben
Giovanni Arvaneh wurde am 24. März 1964 in München als Sohn eines iranischen Vaters und einer italienischen Mutter geboren. Seine Kindheit war von problematischen Familienverhältnissen geprägt. Seine Schulzeit absolvierte er in Deutschland, der Türkei und Italien. Er absolvierte eine Musicalausbildung am Performing Arts Center München.
Von 1987 bis 1990 studierte Arvaneh an der Neuen Münchner Schauspielschule, geleitet von Ali Wunsch-König.
Im Fernsehen sah man ihn u. a. in den Serien St. Angela, Balko, Unser Charly, SOKO 5113 und vielen anderen. Bekannt wurde er durch seine Rolle in der Serie Marienhof, wo er mit Unterbrechungen von 1994 bis 2010 den Türken Sülo Özgentürk verkörperte. 2011 drehte er in Istanbul den mehrfach preisgekrönten Spielfilm Zenne Dancer und lernte im Anschluss die türkische Sprache. Danach drehte er weitere Fernsehfilme und Serien in der Türkei.
Im Theater spielte Arvaneh seit 1991. Er war zu sehen in Der Brandner Kaspar, Wie es euch gefällt, Falco meets Amadeus und anderen Stücken. Arvaneh gehörte in der Zeit um 2013 zum Ensemble des Theaters der Altmark in Stendal.
Giovanni Arvaneh war zusätzlich ausgebildeter Gestalttherapeut, systemischer Coach und hatte die Heilpraktikererlaubnis für Psychotherapie. 2013 eröffnete er mit einigen Kollegen seine Firma Home of Coaching in Berlin, mit Filialen in Frankfurt und Düsseldorf.
Im Februar 2021 outete er sich im Rahmen der Initiative #actout im SZ-Magazin mit 185 anderen lesbischen, schwulen, bisexuellen, queeren, nicht-binären und transgender Schauspielern als homosexuell. Im August 2023 gab er bekannt, an Nierenkrebs im Endstadium erkrankt zu sein und dass ihm nicht mehr viel Lebenszeit bleibe. 2024 begann Arvaneh, als Therapeut und PSYCH-K-Begleiter zu arbeiten. Er sprach auf Instagram, Facebook und YouTube über seine Krankheit.
Am 14. Mai 2025 verstarb Arvaneh an den Folgen seiner Krankheit.

## Theaterrollen
- 1991, Jäger in Der Weibsteufel am Goethe-Theater-Frankfurt
- 1991, Florina in Der Brandner Kasper, Regie: Kurt Wilhelm bei Tournee im Dreiländereck
- 1992, Fabrizio in Mirandolina, Regie: Sven Grundert am Theater Ulm
- 1992, Der Ritter in Der Groß-Cophta, Regie: Domenik Wilgenbus an der Pasinger Fabrik
- 1993, Orlando in Wie es Euch gefällt, Regie: Elisabeth Wondrack an der Seebühne München
- 1995, Chr. de Neuvillete in Cyrano de Bergerace, Regie: Domenik Wilgenbus an der Seebühne München
- 2001, Whizzer in Falsettos – Musical, Regie: Domenik Wilgenbus am Metropoltheater München
- 2007, Diener in FMA – Falko meets Amadeus, Regie: Elmar Ottental in Wien Museumsquartier Tournee
- 2009, Harold Gorringe in Black Comedy, Regie: Christian Volkmann an der Drehleier
- 2008/2010, Charles Norton in Romance in D, Regie: Thomas Luft bei Tournee Theaterlust
- 2012, Detective Sergeant Edgar Hastings in Das Verhör, Regie: Michael Wedekind bei Tournee Leda Gastspiel
- 2013–2020, Carlos Lima in Alles über Liebe, Regie: Jürg Schlachter am Theater der Altmark und Tournee
- 2017–2018, Paul in Trennung für Feiglinge, Regie: Vincent Kraupner am Theater der Altmark
- 2017–2018, Henry Higgins in My Fair Lady, Regie: Barry Goldman am Theater der Altmark
- 2019, Reinald Grün in der Uraufführung von Der Souffleur, Regie: Jürg Schlachter am Hofspielhaus München
- 2020, Erol Oturan in Extrawurst, Regie: Thomas Weber Schallauer im Fritz Rémond Theater
- 2021, Erol Oturan in Extrawurst, Regie: Kristof Stössel in Stössesl Komödie Wuppertal
- 2021–2024, Lajos von Kekesfalva Ungeduld des Herzens, Regie: Thomas Rohmer am Theatergastspiele Fürth

## Filmografie (Auswahl)
- 1994: Forsthaus Falkenau (Fernsehserie, eine Folge)
- 1994: Anna Maria (Fernsehserie, eine Folge)
- 1995–2010: Marienhof (Fernsehserie)
- 1997: Wildbach (Fernsehserie, eine Folge)
- 1998–2000: St. Angela (Fernsehserie, 24 Folgen)
- 1999: Küstenwache (Fernsehserie, eine Folge)
- 2000: Die Motorrad-Cops (Fernsehserie, eine Folge)
- 2000: Zwei Männer am Herd (Fernsehserie, eine Folge)
- 2001: Küstenwache (Fernsehserie, eine Folge)
- 2002: Unser Charly (Fernsehserie, eine Folge)
- 2002: Für alle Fälle Stefanie (Fernsehserie, eine Folge)
- 2002, 2003, 2007: SOKO 5113 (Fernsehserie, drei Folgen)
- 2006: Eine Liebe am Gardasee (Fernsehserie, drei Folgen)
- 2011: Die Rosenheim-Cops (Fernsehserie, eine Folge)
- 2011: Zenne Dancer (Kinofilm)
- 2011: Legend of Brothers (Kinofilm)
- 2013: Forsthaus Falkenau (Fernsehserie, eine Folge)
- 2013, 2015: Aktenzeichen XY … ungelöst (zwei Folgen)
- 2014: Gute Zeiten, schlechte Zeiten (Fernsehserie, drei Folgen)
- 2015: Sedüllbahir 32 Saat (Fernseh-Miniserie, Türkei, drei Folgen)
- 2016: Sevda Kuşun Kanadında (Fernsehserie, Türkei, eine Folge)
- 2017: Isimsizler (Fernsehserie, Türkei, 12 Folgen)
- 2019: Der Besucher, Kurzfilm von Yves Bernas
- 2019–2020: Der Fichtelgebirgskrimi – Siebenstern (Fernsehserie 4 Folgen und Mini-Serie „Corona Chronicles“)[7]
- 2021: Der Fichtelgebirgskrimi – Impfdrutschala (Kinofilm)

## Diskografie
- 1995: Hand In Hand (auf dem Sampler Marienhof – Der Original-Soundtrack zur ARD-Serie)
- 1997: You’re Gone (Single)